# 乳管内乳頭腫
乳管内乳頭腫 （にゅうかんないにゅうとうしゅ、Intraductal papilloma）は、女性の乳房に発生する乳頭状良性腫瘍である（ICD-Oコード：8503/0）。乳頭から小葉に至る乳管系のどこにでも発生しうる。

## 疫学
主に30代後半から50代によくみられる疾患。乳頭付近の太い乳管に発生することが多く、乳頭からの出血や乳頭部付近のしこりが主な症状として見られる。

## 症状
- 大部分は乳頭分泌で気づかれ、一部は腫瘤で発見される。

## 病理組織学的特徴
- 乳管内に生ずる良性腫瘍で、血管結合組織の軸を有する上皮細胞と筋上皮細胞の増殖である。乳輪付近の太い乳管に発生する中心性乳頭腫と小葉に発生する末梢性乳頭腫に分けられる。なお「乳頭腫症（papillomatosis)」という用語は上皮過形成を意味する場合と多発性乳頭腫を意味する場合がある。曖昧な「乳頭腫症」というコトバは使用を避けるべきである。[2]

## 鑑別疾患リスト
- 乳腺症
- 葉状腫瘍
- 乳頭下腺腫
- 乳腺線維症
- 肉芽腫性小葉乳腺炎
- 乳癌